# Ярошенко Тетяна Олександрівна
Тетя́на Олекса́ндрівна Яроше́нко (2 червня 1963) — український науковець та громадська діячка, бібліотекознавець, кандидат історичних наук, доцент, заслужений працівник культури України. З лютого 2025 - заступник директора з наукової роблоти та міжнародної співпраці Державної наково-технічної бібліотеки України. З травня 2015 до січня 2023 — віце-президент НаУКМА з наукової роботи та інформатизації. Керівник Центру наукометрії та цифрової підтримки досліджень НаУКМА. З січня 1995 року по квітень 2015 року — директор наукової бібліотеки НаУКМА. За період її керівництва Наукова бібліотека НаУКМА стала лідером з впровадження бібліотечних інформаційних технологій, розвитку колекції, створення ресурсів та сервісів, впровадження інновацій.
Голова секції університетських бібліотек Української бібліотечної асоціації (до 2015 р.), голова правління БО «Українське Фулбрайтівське коло» (2013—2017), виконавчий директор Громадської організації «ELibUkr: Електронна бібліотека України» (2008 - 2022).

## Освіта та професійна діяльність
- 1982—1986 — диплом з відзнакою, Київський державний інститут культури, Бібліотечний факультет, спеціальність «Бібліотекознавство та бібліографія»
- 1986—1994 — Державна бібліотека України для юнацтва, ст. бібліотекар, зав. відділом, заступник директора
- 1994—1995 — Київський державний інститут культури (бібліотечний факультет), старший викладач
- з січня 1995 — директор наукової бібліотеки НаУКМА
- з травня 2015 — віце президент НаУКМА з наукової роботи та інформатизації НаУКМА
- Стажування: за програмою академічних обмінів імені Фулбрайта (Yale University, 2004—2005; Columbia University, 2010—2011, США), Університет менеджменту освіти АПН України (2019, Україна), IREX University Administration Support Program Fellowship  (Florida State University, 2017, США), Princeton University (2022) та ін.

## Нагороди та відзнаки
- 2002 — почесна грамота МОНУ
- 2003 — нагороджена знаком «Відмінник освіти України» МОНУ
- 2004 — нагороджена медаллю Святого Петра Могили
- 2005 — нагороджена орденом княгині Ольги III ступеня[1]
- 2010 — нагороджена відзнакою Української бібліотечної асоціації «За внесок в бібліотекознавство»
- 2013 — нагороджена відзнакою Української бібліотечної асоціації «За відданість бібліотечній справі»
- 2015 — присвоєно почесне звання «Заслужений працівник культури України»[2]
- 2016  — «Лідер науки України 2016. Web of Science award» (Міністерство освіти і науки, «Clarivate Analytics», Національна академія наук України" (Номінація «Вчений України. За значні успіхи в галузі суспільних наук»)
- 2017  — «Жінка України» (в номінації «Вища освіта України») (Едіпресс Україна)
- 2018  — Рейтинг «100 найвпливовіших жінок України» (журнал «Фокус»)

## Громадська діяльність
- Виконавчий директор Громадської організації «ELibUkr: Електронна бібліотека України»(2008—2022)
- Голова Правління ГО «Українське Фулбрайтівське коло» (2013—2017)

## Вибрана бібліографія
1. Наукова комунікація в цифрову епоху:  наук.-практ. монографія /Т.Ярошенко, О.Ярошенко, С.Чуканова; за заг.ред.     Т.Ярошенко. – Київ: Видавничий дім «Києво-Могилянська академія», 2024. –     463 с.
2. Ярошенко Т. О. Електронні журнали в системі інформаційних ресурсів бібліотеки: [монографія] / Т. О. Ярошенко ; [авт. передм. В. С. Брюховецький]. — Київ: Знання, 2010. — 215 с.
3. Електронні книжки та електронні читанки (рідери) в бібліотеці: з чого почати? / [уклад. : Пашкова В. С., Ярошенко Т. О. ; відп. за вип. Я. Є. Сошинська] ; Українська бібліотечна асоц., Нац. парламент. б-ка України, Нац. б-ка Нац. ун-ту «Києво-Могилянська академія». — Київ: [Самміт-книга], 2013. — 63, [1] с. : іл. — Укладачі вказані на обкладинці та на звороті тит. листа.
4. Ярошенко Т. О. Технології Веб 2.0 для бібліотек і користувачів: нові можливості розвитку бібліотечного середовища: посіб. для бібліотекарів за прогр. підвищ. кваліфікації / Укр. бібл. асоц., Нац. академія керівних кадрів культури і мистецтв, Центр безперервн. інформ.-бібл. освіти, Головний тренінгов. центр для бібліотекарів; Т. О. Ярошенко, Т. О. Якушко. — К. : Самміт-книга, 2013. −106 с.
5. Книжковий знак Наукової бібліотеки / упоряд. Н. В. Казакова, Т. О. Ярошенко ; Нац.університет "Києво-Могилянська академія.  — К. : КМ Академія, 2002. — 80 с. : іл.
6. Створення та використання електронних ресурсів в університетах України: за результатами дослідження / [упоряд. Ярошенко Т. О., Чуканова С. О. ; ред. Патрушева О. В.] ; Українська бібліотечна асоціація, Наукова бібліотека Національного університету «Києво-Могилянська академія» … [та ін.]. — Київ: [Видавничо-поліграфічний центр НаУКМА], 2012. — 64 с. : схеми.
7. Ярошенко Т., Ярошенко О. (2024). Чи є майбутнє у наукових журналів? Зміни, виклики і тенденції в академічному видавництві. Відкрита наука та інновації, т.1, №2. - https://doi.org/10.62405/osi.2024.02.04
8. Ярошенко Т.О., Ярошенко О.І. (2024) Актуальні питання оцінювання суспільного впливу наукових досліджень. Наука та наукознавство. 2024.№ 2 (124). С. 52—82. https://doi.org/10.15407/sofs2024.02.052
9. Ярошенко Т.О., Жарінова А.Г. (2023). Наукове цитування: історичний і теоретичний ландшафт. Наука та наукознавство. 2023. № 3 (121). С. 41—67. – https://doi.org/10.15407/sofs2023.03.041
10. Ярошенко Т., Сербін О. (2023). Цифрове кураторство: виклики та можливості для бібліотечно-інформаційної освіти. Вісник ХДАК. Вип.63. С.56-71. https://doi.org/10.31516/2410-5333.063.04
11. Ярошенко, Т., Сербін, О., Ярошенко, О. (2022). Відкрита наука: роль університетів та бібліотек у сучасних змінах наукової комунікації. Цифрова платформа: інформаційні технології в соціокультурній сфері, 5(2), 277–292. https://doi.org/10.31866/2617-796X.5.2.2022.270132
12. Yaroshenko Tetiana. Libraries and catalogues in Ukraine — the way to understand the past and build the future / Tetyana Yaroshenko, Iryna Bankovska // Cataloging & Classification Quarterly. — 2015. — Vol. 53, Issue 3-4 : Special Issue: Reshaping the Library Catalog: Selected Papers from the International Conference FSR2014 (Rome, February 27-28, 2014). — P. 430—452.
13. Ярошенко Т. О. До історії одного архіву: фонди Українського технічно-господарського інституту в Мюнхені — відтепер у Могилянській книгозбірні / Тетяна Ярошенко // Вісник Книжкової палати. — 2011. — № 1. — С. 25-28.
14. eKMAIR: новий електронний архів НаУКМА / матеріал підготувала Т. Ярошенко // Академічна панорама. — 2008. — вересень. — С. 7.
15. Ярошенко Т. О. Відкритий доступ — шлях до присутності України у світовій науковій спільноті / Тетяна Ярошенко. // Вища школа. — 2011. — № 3. — С. 47-51.
16. Ярошенко Т. О. Зелений шлях відкритого доступу. Репозитарії та їх роль у науковій комунікації: перші двадцять років / Тетяна Ярошенко // Бібліотечний вісник. — 2011. — № 5. — С. 3-10.
17. Ярошенко Т. О. Бібліотека, бібліотекарі та користувачі бібліотек в епоху Веб 2.0: виклики часу / Тетяна Ярошенко // Бібліотечна планета.- 2011. — № 1. — С. 17-22
18. Ярошенко Т. О. Організація та управління електронними ресурсами в сучасній бібліотеці / Т. О. Ярошенко // Бібліотекознавство. Документознавство. Інформологія: науковий журнал. — 2008. — № 3. — С. 13-21.
19. Ярошенко Т. О. Бібліотека — серце Університету: синергія поступу в Суспільстві Знань / Тетяна Ярошенко // Університетська автономія: [спец. вип. часопису «Дух і Літера»] / [упоряд. С. Квіт … та ін.; авт. передм. В. С. Брюховецький]. — К.: Дух і Літера, 2008. — С. 70-79.
20. Ярошенко Т. О. Електронний журнал у дзеркалі публікацій у професійній пресі / Тетяна Ярошенко // Вісник книжкової палати. — 2006. — № 5. — С. 29-32.